# Cophixalus amabilis
Cophixalus amabilis es una especie de anfibio anuro de la familia Microhylidae.

## Distribución geográfica
Esta especie es endémica de la isla Woodlark en las islas Trobriand en Papua Nueva Guinea.

## Publicación original
- Kraus, 2012 : Papuan frogs of the genus Cophixalus (Anura: Microhylidae): new synonyms, new species, and a dichotomous key. Zootaxa, n.º 3559, p. 1-36.[3]